# Jangir Agha
Jangir Agha (Kurdo: Cangîr Axa, Cîhangîr Axa, Armenio: Ջահանգիր Աղա, Ruso: Джаангир Ага, c. 1874–1943) fue una destacada figura militar y social yazidí de Armenia a principios del siglo XX. Se le considera un héroe nacional del pueblo yazidí. Murió en prisión en 1943 después de ser arrestado durante la Gran Purga en 1938; fue rehabilitado póstumamente.

## Primeros años de vida
Nació en una familia yazidí en la aldea de Çubuklu de Van Vilayet del Imperio Otomano. Los yazidis han escrito varias canciones sobre Jangir Agha.

## Actividades revolucionarias tempranas
Alrededor de 1909, Jangir Agha se reunió con Andranik, el campeón de la independencia armenia del Imperio Otomano. Jangir Agha apoyó a los leales armenios, proporcionándoles ayuda militar y material.

## Primera Guerra Mundial
Durante la Primera Guerra Mundial, fue comandante de la caballería irregular como líder tribal. Al comienzo de la guerra, el Primer Regimiento Nodista Yezidi de Jangir Agha intentó no participar en operaciones de combate contra el ejército ruso. En 1915, después de la captura de Van por el ejército ruso, Jangir Agha con su regimiento y otros cuatro regimientos kurdos y yazidíes dirigidos por Usub Bek Temuryan, Najid Bey, Osman Agha y Hussein Bey se pasaron al lado de los rusos.
Durante las batallas entre Armenia y Turquía en 1918, ayudó mucho a la victoria armenia sobre los turcos y los kurdos sunitas en el pueblo de Molabalzet.  Agha participó en la batalla de Bash Abaran, que tuvo lugar del 16 al 18 de mayo de 1918, con su batallón yazidí de trescientos jinetes contra el ejército turco, que había invadido Armenia.

## Levantamientos de febrero
Acogió con satisfacción el establecimiento del poder soviético en Armenia en 1920. Más tarde se unió a las revueltas antibolcheviques del 18 de febrero de 1921 y participó en las batallas de Ereván.

## Últimos años
Fue arrestado en 1938 durante la Gran Purga y murió en 1943 a la edad de 69 años en una de las cárceles de Saratov. Su cuerpo fue rehabilitado póstumamente en 1959 para ser enterrado en su pueblo natal.